# Monocentrus
Monocentrus är ett släkte av insekter. Monocentrus ingår i familjen hornstritar.

## Dottertaxa tillMonocentrus, i alfabetisk ordning[1]
- Monocentrus albomaculatus
- Monocentrus altus
- Monocentrus bipennis
- Monocentrus capeneri
- Monocentrus carayoni
- Monocentrus coerulus
- Monocentrus curvicornis
- Monocentrus deletus
- Monocentrus dilatatus
- Monocentrus dolosus
- Monocentrus elatus
- Monocentrus electa
- Monocentrus elegans
- Monocentrus fascipennis
- Monocentrus flavigaster
- Monocentrus fragilis
- Monocentrus fulgens
- Monocentrus fuscoflavus
- Monocentrus fuscoviridis
- Monocentrus fusus
- Monocentrus gibberosus
- Monocentrus gracilicornis
- Monocentrus hyalinipennis
- Monocentrus imperator
- Monocentrus inermis
- Monocentrus insularis
- Monocentrus isettae
- Monocentrus justus
- Monocentrus kenyensis
- Monocentrus komassae
- Monocentrus komboi
- Monocentrus leighi
- Monocentrus limbifuscus
- Monocentrus mbalensis
- Monocentrus minicornis
- Monocentrus modestus
- Monocentrus modicus
- Monocentrus mondziaoui
- Monocentrus ndiguili
- Monocentrus nigripennis
- Monocentrus opacus
- Monocentrus parvus
- Monocentrus patricius
- Monocentrus perexilicornis
- Monocentrus procerus
- Monocentrus pudicus
- Monocentrus pulchellus
- Monocentrus rex
- Monocentrus robustarcus
- Monocentrus rostratus
- Monocentrus rotundicornis
- Monocentrus sanghae
- Monocentrus schultzei
- Monocentrus simplex
- Monocentrus sinuatus
- Monocentrus speciosus
- Monocentrus strigatum
- Monocentrus subcostalis
- Monocentrus subgibbus
- Monocentrus tenuis
- Monocentrus tessmanni
- Monocentrus verecundus